# Lieto
Lieto (Lundo en sueco) es un municipio finlandés, ubicado en la región de Finlandia Propia. Tiene 19 256 habitantes y un área de 302,56 km², de los cuales 2,10 km² es agua.
Fue fundado en 1331, por lo que es uno de los municipios más antiguos de Finlandia. En Lieto hay un zoo llamado Zoolandia.
- Wikimedia Commons alberga una categoría multimedia sobre Lieto.

- Datos: Q1017108
- Multimedia: Lieto / Q1017108